# Aproaerema
Aproaerema is een geslacht van vlinders van de familie tastermotten (Gelechiidae).

## Soorten
- A. africanella (Janse, 1951)
- A. anthyllidella

wondklaverpalpmot (Hübner, 1813)
- A. coracina (Meyrick, 1921)
- A. lerauti Vives, 2001
- A. mercedella Walsingham, 1908
- A. modicella (Deventer, 1904)